# Vytautas Andriuškevičius
Vytautas Andriuškevičius (Alytus, 8 oktober 1990) is een Litouws voetballer die bij voorkeur als verdediger speelt.

## Clubcarrière
Andriuškevičius begon bij FBK Kaunas en speelde vervolgens voor Lechia Gdańsk en Djurgårdens IF.
Hij tekende in 2016 een contract bij Portland Timbers, dat hem transfervrij inlijfde na het aflopen van zijn verbintenis bij SC Cambuur. In augustus 2018 maakte hij de overstap naar DC United. In maart 2019 keerde hij terug in Litouwen bij FK Sūduva Marijampolė. In 2019 ging hij in Kazachstan spelen.

## Erelijst
Met  FBK Kaunas
| Nationaal                     |    |         |
| Landskampioen Litouwen        | 1x | 2007    |
| Winnaar Litouwse voetbalbeker | 1x | 2007/08 |